# Mongo Introduces La Lupe
Mongo Introduces La Lupe — студійний альбом кубинського джазового перкусіоніста Монго Сантамарії зі співачкою Ла Лупе, випущений у 1963 році лейблом Riverside.

## Опис
У 1960-х роках Ла Лупе була популярною співачкою на латиноамериканській музичній сцені Нью-Йорка. Вона співає п'ять пісень на цьому LP, який для неї став дебютним. Також альбом містить чотири сильні інструментальні композиції. Особливо відчувається звучання двох трубачів (Марті Шеллер і Чоколат Арментерос), у поєднанні з чудовоими соло саксофоністів Пета Патріка (баритон-саксофоніст гурту Сан Ра, який на той час був у відпустці з Arkestra) і Боббі Кейперса, які змінюють використовують різні саксофони і флейту. Цей сет є чудовим прикладом афро-кубинського джазу.

## Список композицій
1. «Besito Pa Ti» (Монго Сантамарія) — 4:39
2. «Kiniqua» (Антар Даль) — 3:39
3. «Canta Bajo» (Пет Патрік) — 3:35
4. «Uncle Calypso» (Армандо Пераса) — 3:27
5. «Montuneando» (Монго Сантамарія, Рене Ернандес) — 4:01
6. «Que Lindas Son» (Монго Сантамарія) — 4:38
7. «Oye Este Guaguanco» (Ісаак Іррісарі) — 2:45
8. «Este Mambo (This Is My Mambo)» (Рене Ернандес) — 4:39
9. «Quiet Stroll» (Пет Патрік) — 7:59

## Учасники запису
- Монго Сантамарія — конга, бонго
- Ла Лупе — вокал (1, 3, 5, 8, 9)
- «Чоколат» Арментерос (5, 6), Марті Шеллер — труба
- Пет Патрік — альт-саксофон, флейта
- Боббі Кейперс — тенор-саксофон, флейта
- Рене Ернандес, Роджерс Грант (4, 10) — фортепіано
- Віктор Венегас — контрабас
- Френк Ернандес — ударні
- Френк Валеріно, Како, Освальдо Мартінес — перкусія

Технічний персонал
- Оррін Кіпньюз — продюсер
- Рей Фаулер — інженер
- Кен Дердофф — дизайн
- Д-р Еліхіо Валера — текст